# 封龙山石窟
封龙山石窟，是一处位于中国河北省元氏县封龙山的佛教石窟，现为第七批全国重点文物保护单位。此前，这处石窟曾入选第三批河北省文物保护单位。